# 張燆
張燆（1518年—1566年），字子行，號敬所，順天府固安縣通關廂人，明朝進士。

## 生平
嘉靖二十八年（1549年）己酉科順天府鄉試第六十一名舉人，四十四年（1565年）乙丑科會試第二百八十五名，廷試第三甲第三百一十二名進士。觀政吏部。四十五年十月卒。

## 家族
曾祖張拱，祖張宗武。父張瀛，主簿；母高氏；繼母魯氏。兄张辉、张㶧、张燦、张烱、弟张燧、张爚、张燃。